# František Boguszak
František Boguszak (23. května 1897 Plzeň – 27. ledna 1972 Praha) byl český zeměměřič, topograf, vysokoškolský a středoškolský pedagog a autor publikací a učebnic.

## Život
Po absolvování reálky v Plzni byl v roce 1915 povolán do armády. Po skončení první světové války nastoupil do Vojenského zeměpisného ústavu v Praze a současně studoval zeměměřictví na vysoké škole speciálních nauk ČVUT v Praze. Absolvoval stáž ve Francii. V roce 1935 byl na základě předložené práce jmenován doktorem technických věd.
Ve VZÚ se zabýval otázkami topografického mapování. Později se této problematice věnoval i v civilním sektoru. Ve VZÚ začal i svou pedagogickou práci. Od roku 1929 vedl topografické kurzy VZÚ a od roku 1937 přednášel topografické mapování na ČVUT.
Po druhé světové válce se vrátil na ČVUT a působil zde do roku 1958. V letech 1961-1964 byl profesorem odborných předmětů na tehdejší Střední průmyslové škole zeměměřické.

## Spisy
- BOGUSZAK, František: Topografické mapování : pro posl. zeměměř. inž., Praha : SPN, 1952
- BOGUSZAK, František; CÍSAŘ, Jan. Vývoj mapového zobrazení území Československé socialistické republiky. Svazek 3, Mapování a měření českých zemí od poloviny 18. století do počátku 20. století. Praha: Ústřední správa geodézie a kartografie, prosinec 1961. 80 s., 54 map. (česky, résumé rusky, anglicky, francouzsky a německy)
- BOGUSZAK, František; ŠLITR, Jaroslav. Topografie. 1. vyd. Praha: SNTL, 1962. 289 s.
- CÍSAŘ, Jan; BOGUSZAK, František; JANEČEK, Josef. Mapování pro 3. a 4. ročník středních průmyslových škol zeměměřičských. 1. vyd. Praha: Kartografie, 19766. 494 s.
  - vyšla další dvě nezměněná vydání